# Bajki (gmina)
Bajki – dawna gmina wiejska istniejąca do 1926 roku w woj. poleskim (obecnie na Białorusi). Siedzibą gminy były Bajki.
W okresie międzywojennym gmina należała do powiatu prużańskiego w woj. poleskim. Gminę zniesiono 22 stycznia 1926 roku, a jej obszar włączono do gmin Linowo i Malecz.